# إلغين (كيبك)
إلغين (بالإنجليزية: Elgin, Quebec) هي بلدية محلية في كيبيك تقع في كندا في Le Haut-Saint-Laurent Regional County Municipality. يقدر عدد سكانها بـ 401 نسمة ومساحتها 69.80 كم2 .